# Nyugati Ipari Park
A Nyugati Ipari Park Szabolcs-Szatmár-Bereg vármegye székhelyének, Nyíregyházának második ipari parkja. 2014-ben kezdték kialakítani a térség kihasználatlan gazdasági területeinek feltárásáért. Az első befektető a Lego Manufacturing Kft. új gyárat hozott létre, amely 125 millió eurós beruházásból, azaz 38 milliárd forintból valósult meg 80 000 négyzetméteren. Az ipari park jelenleg is kiépülőben van. Az ipari park fejlesztésére a Modern Városok Programból szándékozik a városvezetés költeni. Az ipari parkokba települő cégek fejlesztéseinek elősegítésére a város vezetése innovációs kutatóközpontot kíván létrehozni.

## Elhelyezkedése
A Nyugati Ipari Park Nyíregyháza nyugati részén a szabolcsi megyeszékhelyt Tiszavasvárival összekötő 36-os főúttól délre, a várost nyugatról elkerülő 7 kilométer hosszú elkerülőúttól nyugatra helyezkedik el.